# Gönczi Ferenc (néprajzkutató)
Gönczi Ferenc (Rádó, 1861. július 29. – Kaposvár, 1948. november 22.) tanító, néprajzkutató, különösen a zalai és somogyi népi kultúra szakértője.

## Élete
1861-ben született Göncz Ferenc néven (nevét 1886-ban változtatta Gönczire) a kis Zala vármegyei faluban, Rádón (ma Nemesrádó). Elemi iskoláit itt végezte, a polgáriakat Nagykanizsán és Zalaegerszegen, majd a znióváraljai tanítóképzőben tanult. Ennek elvégzése után 1885-től Kursaneczen, 1895-től Újpesten tanított, majd 1901-től több tanfelügyelőségen talált munkát magának, 1912-től 10 éven át Somogy vármegye tanfelügyelőjeként működött. Nyugdíjazták, ezután a kaposvári múzeum igazgatója volt 1948-ban bekövetkezett haláláig. A kaposvári Keleti temetőben nyugszik.

## Munkássága
Az 1890-es évektől kezdve folytatott néprajzi gyűjtőmunkákat, először a Muraközben, később a Göcsejben és a Hetésben, az 1920-as évektől pedig Somogy vármegyében. Ő alapozta meg a kaposvári múzeum néprajzi gyűjteményét: 1914 és 1948 között 3306 darab néprajzi tárgyat gyűjtött össze, amelyeket eleinte csak a Vármegyeháza és a törvényszéki palota épületében, a Gazdasági és Iparbank pincéjében, valamint a MÁV-internátus emeleti folyosóján és padlásán tudott tárolni. Ő kérte fel Gönyei Sándort, a Néprajzi Múzeum főtisztjét is arra, hogy 1926 és 1931 között a vármegyét járva jelentős számú fényképfelvételt készítsen a népi élet mindennapjairól. Mind az összegyűjtött tárgyakat, mind ezeket a fényképeket és más dokumentumokat Gönczi Ferenc nyilvántartásba vette, a tárgyakról tusrajzokat készített, sőt, ha szükség volt rá, leírókartonjaikat színes rajzokkal is kiegészítette.

### Fő művei
- Muraköz és népe – Budapest, 1895.
- A zalamegyei vendek – Kaposvár, 1914.[6]
- Göcsej, s kapcsolatosan Hetés vidékének és népének összevontabb ismertetése – Kaposvár, 1914.
- Somogyi gyermek – Kaposvár, 1937.
- A somogyi betyárvilág – Kaposvár, 1944.
- Göcsej népköltészete – Zalaegerszeg, 1948.
- Somogyi gyermekjátékok – Kaposvár, 1949.

## Emlékezete

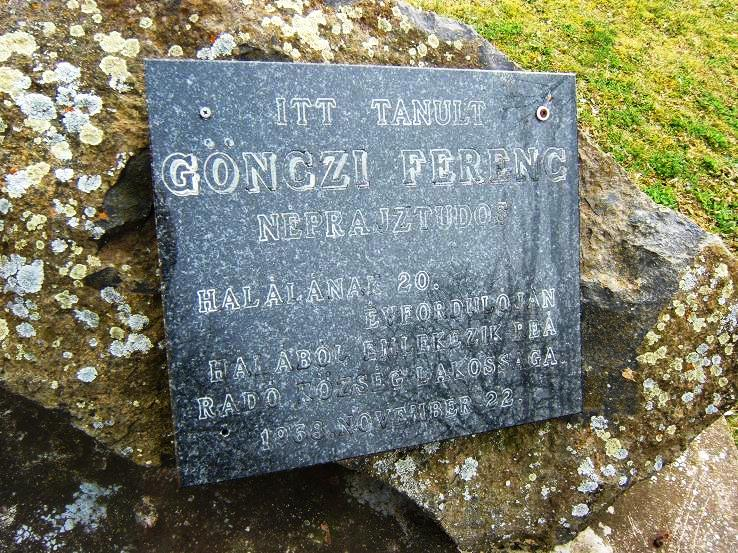
Gönczi Ferenc emléktáblája a nemesrádói templom mögött

1968-ban emléktáblát helyeztek el a nemesrádói templom mögött, arra emlékezve, hogy itt tanult Gönczi Ferenc. 1973-tól áll mellszobra a zalaegerszegi Göcseji Múzeum előtt és a Göcseji Falumúzeumban is kapott egy emléktáblát. Lentiben gimnáziumot, Zalaegerszegen kulturális központot és utcát neveztek el róla, Kaposváron pedig 1991 júniusától szintén utca viseli a nevét.